# Râul Sărății
Râul Sărății este un curs de apă, unul din cele două brațe care formează Râul Porumbacu. 

## Hărți
- Harta județului Sibiu
- Harta Județului Sibiu
- Harta Munților Făgăraș  Arhivat în 8 septembrie 2013, la Wayback Machine.